# Giv‘at Niẕoẕ
Giv‘at Niẕoẕ (hebreiska: Giv‘at Neẕoẕ, גבעת ניצוץ, Giv’at Netsots) är en kulle i Israel.   Den ligger i distriktet Södra distriktet, i den södra delen av landet. Toppen på Giv‘at Niẕoẕ är 198 meter över havet.
Terrängen runt Giv‘at Niẕoẕ är kuperad västerut, men österut är den platt. Terrängen runt Giv‘at Niẕoẕ sluttar österut. Runt Giv‘at Niẕoẕ är det ganska glesbefolkat, med 21 invånare per kvadratkilometer. Närmaste större samhälle är Eilat, 13,5 km söder om Giv‘at Niẕoẕ. Trakten runt Giv‘at Niẕoẕ är ofruktbar med lite eller ingen växtlighet.